# المروانية
المروانية بلدة من أعمال جبل عامل  في جنوب لبنان. تتبع إدارياً لقضاء صيدا، كانت ابان الحكم العثماني مركز إدارة إقليم الشومر الواقع ما بين نهري الزهراني شمالاً والليطاني جنوباً ومن البحر الأبيض المتوسط غرباً إلى حدود إقليمي التفاح والشقيف شرقاً.
تبعد المروانية حوالي 59 كلم (36.6626 ميل) عن بيروت عاصمة لبنان.
ترتفع حوالي 340 م عن سطح البحر وتمتد على مساحة تُقدَّر بـ 1173 هكتاراً (11.73 كلم²- 4.52778 ميل² (2)). ويمر في بعض نواحيها الخط العام الذي يصل الزهراني بالنبطية. أقرب قرية مجاورة لها هي زفتا (قضاء النبطية).

## تاريخ
تشير بعض المعالم في البلدة إلى أن هذه البلدة كانت معمورة منذ عصور قديمة، فتعدّد المغاور على أنواعها، أكانت مغاور لدفن الموتى أو إن كانت مغاور واسعة وعميقة ومتعددة المداخل التي كانت تستخدمها الجيوش لتخزين الأسلحة والمواد التموينية أو للإقامة الطويلة في أزمنة الحصار، تشير إلى أن هذه المنطقة كانت تشكل النقاط الخلفية للجيوش التي كانت تحاصر صيدون (صيدا الحالية) في العصور الموغلة في التاريخ خاصة في الزمن الفينيقي.
وإذا كانت هذه المعطيات لا تكفي للدلالة على أن البلدة كانت قائمة ومأهولة بشكل مستمر في تلك الأزمنة، إلاّ أن بعض المعالم تؤكد على وجود البلدة في مرحلة مواجهة المسلمين للقراصنة الصليبيين في العصر المملوكي الذين كانوا يغيرون بين الحين والآخر على ميناء صيدا وميناء الصرفند، حيث كان للبلدة الدور الأساس في تنبيه جيوش المسلمين لأي طارئ يخشون حدوثه من البحر.
فقد كان لموقع البلدة الجغرافي الدور الكبير في لعب هذا الدور، فالتلال والمرتفعات المتعدّدة التي تحيط بالبلدة من كل الجهات، فهي من ناحية الغرب تشرف بشكل مباشر على البحر في نقطة وسط بين مرفئي صيدا والصرفند، ومن ناحية الشرق فهي مكشوفة بشكل مباشر على قمم جبل الشيخ (جبل حرمون) المشرف بدوره على مدينة دمشق مركز ولاية الشام، هذا الموقع ساعد أهالي البلدة للعب دور الخفير وتوجيه الإنذار المبكر لجيوش المسلمين ومركز الولاية في دمشق إزاء أي خطر داهم من خلال إشعالهم للنيران على تلّة كانت تعرف باسم تلّة الديدبان، أي المُنْذِر أو المُنبّه من الخطر، وهي تلّة ما زالت قائمة مع مغارتها حتى يومنا هذا وتُعرف باسم تلة الديدبة، وحين تشتعل النيران على هذه التلّة يراها المولجون بالحراسة في قمم جبل الشيخ حيث يبادرون إلى إشعال النيران هناك فتراها حامية مدينة دمشق فتتخذ الإجراء اللازم لذلك.
في العهد العثماني، وبعد أن قضى والي دمشق حافظ باشا عام 1605م. على فتنة فخر الدين الثاني المعني الذي كان يتخذ من قلعة الشقيف مركزاً له للإغارة على بلدات ومدن جبل عامل، فيُعمل بها النهب والقتل، أعاد حافظ باشا تنظيم التقسيمات الإدارية في جبل عامل، وكانت المروانية تبعاً لهذه التقسيمات مركزاً لإقليم الشومر الذي يمتدّ ما بين نهري الزهراني في الشمال والليطاني في الجنوب، وبين البحر الأبيض في الغرب إلى تخوم إقليمي الشقيف والتفاح في الشرق.
خلال الفترة التي تبعت فيها صيدا ومنطقتها لولاية عكا في عهد أحمد باشا الملقّب بالجزار، وبعد أن استتبّ له الحكم بفك نابليون بونابرت حصاره عن عكا، توجّه أحمد باشا بجيوشه للثأر من العامليين الذين كانوا تحالفوا مع ظاهر العُمَر الزيداني الذي قاد تمرّداً على السلطنة العثمانية في سبعينات القرن الثامن عشر، وكانت القوّات العاملية خلال ذاك التمرّد قد تمكنت من السيطرة على كامل جبل عامل وصولاً إلى صيدا وساحل الشوف، فأعمَل الجزار سيوف جيشه بالعامليين وبشكل خاص بالمدن والبلدات الساحلية أو القريبة من الساحل، فكان من جراء ذلك حرق وتدمير بلدة المروانية كاملة وقتل سكانها واضطرّ من بقي منهم إلى الفرار باتجاه إقليم التفاح بشكل خاص.
لم يغبْ من نجا من أهالي البلدة طويلاً عن بلدتهم، فحين تولّى الشيخ علي صعب إدارة إقليم الشومر أوائل القرن التاسع عشر، كانت البلدة قد استعادت موقعها كمركزٍ لإقليم الشومر. فاتّخذها الشيخ علي مقرّاً لإقامته.
والشيخ علي صعب هو مؤسس الأسرة الصعبية التي انحدر منها آل الدرويش وآل سهيل والصعبي وآل شبيب ومن أبرز وجوه هذه الأسرة إلى جانب مؤسسها الشيخ علي الذي لُقّب بـ علي صعب لأنه كان من أبرز الرماة وهو وحده الذي كان يستطيع رماية أصعب الأهداف. حفيده محمد علي شبيب الذي لعب دوراً بارزاً في حماية النصارى الفارين من المجازر الدرزية في جبل لبنان أثناء الحرب الأهلية بين [الدروز] و[الموارنة] عام 1860 حيث أسكنهم في أملاكه الخاصة في خراج المروانية كمنطقة العدوسية والنجارية والمعمرية والحجة وكفروة (بفروة) وهي المناطق التي استقر فيها النصارى وتحولت مع الزمن إلى بلدات ما زالت قائمة إلى اليوم ومن الوجوه البارزة من هذه الأسرة، والتي لعبت دوراً على المستوى الإداري في المنطقة، حسين بك الدرويش الذي تولى إدارة المنطقة في زمن الانتداب الفرنسي. ومن أكثر رجالات هذه الأسرة شهرة هو الثائر الكبير [أدهم خنجر] الذي قاد حركة مقاومة شهيرة ضد الاحتلال الفرنسي لبلاد الشام تكبد خلالها الفرنسيون خسائر جسيمة وذلك بالتنسيق مع الثائر العاملي الآخر [صادق حمزة].
في العهد الاستقلالي أصبحت المروانية تابعة لقضاء صيدا، وقد تعرّضت سلطة آل الدرويش خلاله للتهميش ولم تستطع لعب أي دور سياسي بارز في هذا العهد. فقد ناصبتها العداء العائلات السياسية العاملية الأخرى وجزّأت منطقة نفوذها بين قضاءي صيدا والنبطية، حتى أن محاولة أحد أبنائها الدخول إلى الندوة النيابية عام 1960، وهو أحمد محمد علي حسين بك الدرويش، باءت بفشل ذريع.
ترشح من أبناء البلدة إلى انتخابات المجلس النيابي ولم يحالفهم الحظ أربعة أشخاص هم: علي حسين كوثراني (1964) حسن هاشم والدكتور إبراهيم كوثراني والدكتور محمد نعمة فقيه (1992) كما عاود الدكتور إبراهيم كوثراني وحسن هاشم الترشح لدورة عام 1996 ولم يحالفهم الحظ أيضاً.

## المجلس البلدي
يتكوّن مجلسها البلدي من خمسة عشر عضوا برئاسة الدكتور جهاد احمد بنوت.

## الأنشطة الاقتصادية
يعتمد سكان البلدة بشكل رئيسي على تحويلات المغتربين وأبنائها العاملين في العاصمة بيروت والموظفين الرسميين، وهذا ما ينشّط دورة اقتصادية داخلية تحفظ إقامة نسبة كبيرة من أبنائها فيها على مدار السنة وتستقطب سكاناً آخرين من مختلف القرى الجنوبية للإقامة فيها أو للعمل في المؤسسات التربوية والصحية والتجارية الموجودة فيها.
وكان النشاط الزراعي في البلدة تدهور منذ بداية ستينات القرن العشرين كنتيجة للسياسات الاقتصادية الحكومية آنذاك التي اعتمدت على تشجيع الهجرة من الريف لدعم مخططات دعم قطاع الخدمات والسياحة بشكل خاص، مما أدّى إلى خراب الأنشطة الزراعية التقليدية في البلدة التي كانت تعتمد على تربية المواشي و[لدواجن|الدواجن]] وزراعة الحبوب والأشجار المثمرة كالتين والزيتون بشكل رئيسي. وقبيل الحرب الأهلية في لبنان (1975-1991)بدأت تظهر المشاريع الزراعية ذات الطابع الاستثماري الرأسمالي، فقامت على أراضي البلدة الزراعية مجموعة كبيرة من هذه المشاريع التي تعود ملكية معظمها لمتموّلين من خارج البلدة مما حرم البلدة من مجالها الزراعي الحيوي الكبير، وكان من تلك المشاريع المشروع الذي أقامه والد رئيس الحكومة اللبنانية [فؤاد السنيورة] الذي وضع يده على أحد مشاعات البلدة، وهو العقار رقم 10 الذي يعتبر من أكبر مشاعات البلدة على الإطلاق، مستفيداً من نفوذه السياسي، ليقيم عليه مشروعاً زراعياً خاصاً.
فيما يتعلّق بالقطاع الصناعي، تقتصر الأنشطة فيه على الحرف لإنتاج الأحذية والحلويات والسكاكر.
أمّا القطاع الثالث، التجارة والسياحة فتنتشر في البلدة المؤسسات التجارية ذات الطابع الفردي أو العائلي، وكذلك الاستراحات السياحية والمطاعم والمقاهي، إضافة إلى وجود فندق حديث تتولّى إدارته وتسويق الخدمات فيه شركة سياحية عالمية.